# Фомбель, Тимоте де
Тимоте́ де Фомбе́ль (фр. Timothée de Fombelle; род. 17 апреля 1973, Париж) — французский писатель и драматург, автор книг для детей и юношества. Наиболее известны его романы «Тоби Лолнесс» (2006—2007), переведённый на тридцать языков, и «Ванго» (2010—2011).

## Биография и творчество
Тимоте де Фомбель родился 17 апреля 1973 года в Париже. Его отец был архитектором, мать — психологом. Тимоте был вторым из пятерых детей в семье. В связи с профессией отца семья некоторое время жила в Марокко и в Кот-д’Ивуар, где прошла часть детства писателя. С детства Тимоте любил читать, не делая различия между детскими и взрослыми книгами. Кроме того, в семье из поколения в поколение передавалась любовь к театру; с раннего детства Тимоте участвовал в написании и семейных постановках пьес, что впоследствии сказалось на его литературном творчестве.
Когда семья вернулась в Париж, Тимоте поступил в лицей Фенелона. В шестнадцатилетнем возрасте он начал писать театральные пьесы, а в семнадцать лет создал в своём лицее театральную труппу, которая ставила по спектаклю в год. Одна из артисток труппы, Летисия де Фомбель, впоследствии стала его женой. Кроме того, вместе с друзьями по лицею Тимоте издавал журнал, где печатались, в числе прочего, его собственные произведения. После подготовительных классов в лицее Кондорсе Фомбель поступил в Университет Париж III Новая Сорбонна, где одновременно изучал литературу и театральное искусство. В этот период тяжело заболел его отец, и Тимоте оставил учёбу, чтобы быть рядом с ним. Только после смерти отца он завершил образование и с 1996 года начал преподавать литературу: вначале во Франции, затем во Вьетнаме.
В 2001 году парижский театр Марэ (Théâtre du Marais) поставил пьесу де Фомбеля «Le Phare» («Маяк»), написанную в 1990 году. Отмеченная в 2002 году премией «Суфлёр», она была переведена на несколько языков и ставилась в России, Польше, Литве, Канаде и др. В 2003 году его драма «Je danse toujours» была опубликована издательством Actes Sud и демонстрировалась на открытии Авиньонского фестиваля.
В 2006 году де Фомбель дебютировал в качестве прозаика: его первый роман, «Тоби Лолнесс», вышел в издательстве Gallimard Jeunesse (с иллюстрациями Франсуа Пласа). По собственным словам автора, эту историю он придумал в двенадцатилетнем возрасте, неоднократно рассказывал в устной форме и, наконец, решил воплотить в романной форме, поскольку для пьесы она не годилась. Фомбель предполагал, что книга будет близка в первую очередь детям, однако писал без расчёта на определённую читательскую аудиторию. В романе рассказывается история крошечного мальчика Тоби, живущего на дереве, которое для его народа ростом в один-два миллиметра представляет собой целый мир, во многих отношениях схожий с миром людей. Отец Тоби — учёный; он создал важное изобретение, однако осознал, что оно может принести гибель всему дереву, и отказался раскрывать его секрет. Это стало причиной изгнания семейства Лолнессов и преследований самого Тоби, которому удалось бежать… Роман имел огромный успех, принёс Фомбелю около двадцати французских и международных премий и был переведён на тридцать языков. В 2007 году вышло продолжение — «Тоби и Тайны дерева». Дилогию обычно относят к жанру «экологического фэнтези», однако сам де Фомбель подчёркивает: «„Тоби Лолнесс“ — не фантастическая история. Здесь нет ни монстров, ни суперсил. Я воссоздал в книге наш мир, со всей его напряженностью, с моими беспокойствами и опасениями».
В 2010 году Gallimard Jeunesse опубликовал первый том новой дилогии — «Ванго». Действие в ней происходит в 1930-е годы; главный герой — юноша Ванго, которого преследуют все от полиции до криминальных кругов Германии и Франции и которому необходимо не только выжить, но и разобраться в своем прошлом. Основанное на подлинных исторических фактах, повествование полно приключений и сюжетных перипетий. Впоследствии такие произведения, как «Книга Джошуа Перла», «Девочка из башни 330», «Нетландия» закрепили за де Фомбелем звание современного детского писателя с мировым именем. Де Фомбель продолжает также писать для театра; кроме того, он варьирует формы и жанры своего творчества, сотрудничая с
музыкантами, хореографами, аниматорами, создателями комиксов.
Книги Тимоте де Фомбеля удостоены множества премий, в числе которых английская премия Marsh Award (2006—2007), итальянская Premio Andersen (2007) и премия Pépites на Книжном салоне в Монтрё (2014). С 2016 по 2020 год он пять лет подряд номинировался на престижную шведскую премию памяти Астрид Линдгрен.